# هاپچون
هاپچون (به لاتین: Hapcheon County) یک منطقهٔ مسکونی در کره جنوبی است که در استان گیونگ‌سانگ جنوبی واقع شده‌است. هاپچون ۹۸۳٫۴۲ کیلومتر مربع مساحت و ۶۰٬۱۶۰ نفر جمعیت دارد.